# Wonder Boy (jeu vidéo)
Cet article concerne le jeu vidéo. Pour la série de jeux vidéo, voir Wonder Boy.
Ne doit pas être confondu avec Wonder Boys.
Wonder Boy (appelé aussi Super Wonder Boy au Japon et Revenge of Drancon en Amérique du Nord pour la version Game Gear) est un jeu vidéo créé par Ryuichi Nishizawa  et sa société Escape (connue plus tard sous le nom de Westone Co. Ltd.) et publié en 1986 par Sega. C'est le premier d'une série de six jeux, dont les suites seront  Wonder Boy in Monster Land, Wonder Boy III: The Dragon's Trap, Wonder Boy III: Monster Lair, Wonder Boy in Monster World et Monster World IV.
Prévu à l'origine pour le système d'arcade Sega System 1, il est porté sur SG-1000, Master System et Game Gear par Sega, et sur ZX Spectrum, Commodore 64 et Amstrad CPC par Activision.

## Développement
Le développement du jeu commence réellement en 1985, date de sortie du premier Super Mario Bros. Ryuichi Nishizawa, le développeur du jeu, voulait que sa société, Escape, commence la production de jeu avec un jeu de plateformes, alors très à la mode. Le développement se déroulera sans encombre si ce n'est quelques soucis techniques[source secondaire nécessaire].

## Système de jeu
Le Wonder Boy (littéralement « garçon merveilleux ») en question est un personnage du nom de Tom-Tom (Bocke dans la version originale), un homme des cavernes dont la petite amie, nommée Tanya (Tina dans la version originale), a été capturée par un monstre, Drancon. Le joueur doit diriger Tom-Tom à travers neuf « zones » chacune composée de quatre « rounds », dont certains niveaux caché. Le dernier niveau ne peut être accessible que si Tom-Tom a préalablement collecté toutes les poupées à l'effigie de Tanya cachées dans chacun des niveaux.
Les niveaux sont composés de forêts, de collines, d'océans, de cavernes, de palais glace, et de nuages. Les niveaux se parcourent toujours de gauche à droite.
Wonder Boy in Monsterland est un titre "qui a marqué de son empreinte indélébile l'histoire vidéoludique" : un nouveau genre naît par la dimension RPG insufflée à son soft avec plusieurs features. Le dialogue prend une place prépondérante. Deux idées feront de ce jeu un mythe selon Greeg Da Silva: son niveau dans la pyramide et son système de quête secondaire.
Le gameplay de Wonder Boy pourrait être assimilé à celui de Super Mario Bros. En effet, Tom-Tom peux courir et sauter par-dessus les ennemis mais également lancer des haches, tout comme les boules de feu de Mario. Wonder Boy étant un jeu d'arcade, le jeu use d'artifices afin de raccourcir la partie. Parmi les artifices utilisés, l'on peut évoquer la barre de vie qui se vide petit à petit au fil du temps. Afin de ralentir cette diminution, le joueur doit ramasser des fruits et des gâteaux sur son chemin. néanmoins le jeu comporte également des malus qui, caché dans des œufs, feront baisser la barre de vie du joueur.

## Conversions

### Master SystemetGame Gear
À la suite du succès de Wonder Boy en salle d'arcade, le jeu est adapté sur console de salon. Le portage a été intégralement réalisé par Sega.
Cette version, sur Master System et Game Gear, ajoute deux nouvelles zones qui ne sont pas présentes dans le jeu original sur arcade. Celles-ci comprennent des rounds dans un désert, une chute d'eau et dans les nuages. On y retrouve un boss qui lance des coups d'éclair au lieu de boules de feu comme dans le reste du jeu.

### Téléphones portables
En 2004, Sega sort une version pour téléphones portables.